# Joc del truc

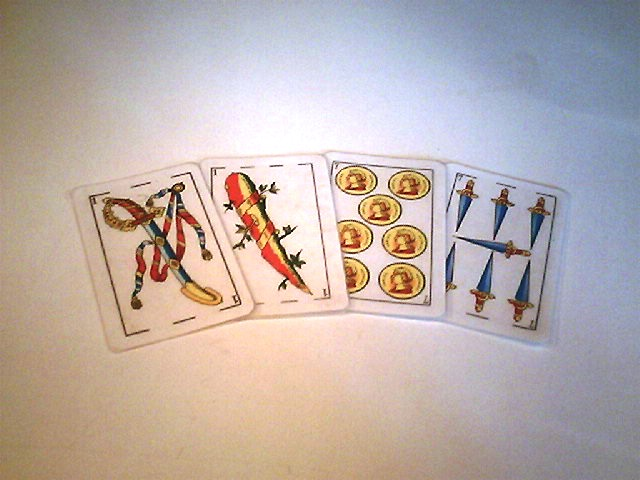
Espasa, Basto i les dues manilles.

El joc del truc és un joc de cartes, possiblement d'origen àrab, que es juga a Mallorca i en moltes parts del País Valencià i del Berguedà (Catalunya) i al municipi de Lles de Cerdanya, així com en zones limítrofes (com ara, Albacete, tot i que amb regles lleugerament diferents, encara que amb les mateixes senyes i vocables clarament adaptats del valencià).
Generalment es juga entre dues parelles. Les expressions del joc ("truque", "quatre val", etc.) es fan en valencià, encara que els jugadors parlen una altra llengua. També és molt popular a les Illes Balears, on es fan campionats de truc. El joc és molt semblant, però canvien els trumfos (canvia l'ordre jeràrquic de les cartes). A la regió d'Elx el joc del sarangollo s'assembla molt al joc del truc valencià.
L'abast dels territoris on es juga al truc i la seua popularitat al País Valencià el fan destacar com a joc nacional, de manera similar a com la pilota es considera l'esport nacional. De fet, diversos moviments culturals, associacions, falles o grups musicals (com ara Bajoqueta Rock) fan del truc un símbol o, fins i tot, una forma de viure.
El joc consta en realitat de dos jocs paral·lels: l'envit i el truc. L'envit es juga en la primera ronda de les tres cartes que es tenen a la mà, i el truc, el joc principal, es juga durant les tres rondes.

## Regles del joc segons zona geogràfica

### El truc al País Valencià
La baralla del truc es configura a partir d'una baralla espanyola, per al joc del truc, que consta de 34 cartes diferents:
- "Figures" (sotes, cavalls i reis).
- Oros (Ors): 3, 4, 5, 6, 7
- Copes: 3, 4, 5, 6, 7
- Espases: 1, 3, 4, 5, 6, 7
- Bastos (Bastons): 1, 3, 4, 5, 6, 7

(A vegades també se pot jugar amb els dosos, o fins i tot molt més rarament amb els asos d'or i de copes i fins i tot sotes, cavalls i reis)
Nom de les cartes al País Valencià:
- 1Esp: l'Espasa, la Major o Espaïlla
- 1Bas: el Basto o la Segon
- 7Esp: la Manilla d'espases
- 7Or: la Manilla d'or
- 7Cop: set bord
- 7Bas: set bord

#### El truc a la Ribera Baixa
La baralla del Truc es compon de 28 cartes:
- "Oros" (Ors): 1, 2, 3, 4, 5, 6 i 7
- Copes: 1, 2, 3, 4, 5, 6 i 7
- Espases: 1, 2, 3, 4, 5, 6 i 7
- "Bastos" (Bastons): 1, 2, 3, 4, 5, 6 i 7

Encara que a vegades es retiren els Dosos i els Asos Bords (de copes i d'ors), amb la pretensió que entrin en joc cartes de major valor.
Les senyes que s'empren en el truc a la Ribera Baixa són les següents:
- U d'Espases: Alçar les celles
- U de Bastons: Fer l'ullet
- Set d'Espases: Moure la boca cap a l'esquerra
- Set d'Ors: Moure la boca cap a la dreta
- Tresos: Mossegar-se el llavi inferior
- Dosos: Fer un bes "silenciós"
- Asos bords (U de copes o d'ors): Traure la llengua
- Cartes de menor valor: Cec o cego, Aclucar els dos ulls
- Tindre envit: Moure el cap cap a un costat
- Tindre 33 d'envit: Alçar el muscle o unflar les galtes

### El truc a les Illes Balears
Noms de les cartes a les Illes Balears:
- 11Bast: l'Amo
- 10Or: Sa Madona o es Segon
- 1Esp: Sa Llengua bona (perquè talla molt), "Espaseta" a Menorca
- 1Bas: Sa Llengua dolenta (no talla gens), "Bastet" a Menorca
- 7Esp: Sa Manilla bona
- 7Or: Sa manilla xereca

### Valor de les cartes
L'ordre de valor de les diferents cartes és el següent de major a menor:
- 1. 1Esp (Espasa)
- 2. 1Bas (Basto)
- 3. 7Esp (Manilla d'espases)
- 4. 7Or (Manilla d'or)
- 5. Els tresos
- 6. Els sets bords
- 7. Els sisos
- 8. Els cincs
- 9. Els quatres
- 10. Cartes tapades

A les Illes Balears, els valors canvien, sent de major a menor:
- 1. 11 Bast (L'amo)
- 2. 10 Oros (Sa Madona)
- 3. 1Esp (Llengua bona)
- 4. 1Bas (Llengua dolenta)
- 5. 7Esp (Manilla d'espases)
- 6. 7Or (Manilla d'oros)
- 7. Els tresos
- 8. Asos bords
- 9. Els dotzes
- 10 Els tres 11 restants
- 11 Els tres 10 restants
- 12. Els sets bords
- 13. Els sisos
- 14. Els cincs
- 15. Els quatres

(En cas de jugar amb els dosos, aquests valen menys que els tresos, però més que els sets bords.)
Així, per exemple, el basto val més que la manilla d'or; o un tres de qualsevol "palo" (coll) val més que un set bord.
Existeix l'opció de tirar una carta tapada, és a dir, cap per avall. S'utilitza quan volem que el contrincant no sàpiga que tenim bones cartes. En determinades zones, si es tira una carta tapada la resta de cartes del mateix jugador s'han de tirar també tapades, de manera que només juga la parella.

### El joc pla
Per joc pla entenem el desenvolupament normal de la partida, sense envidar (ja veurem més endavant què és envidar) ni trucar (també veurem el que és) ni anar de farol (fallenca).
Les regles bàsiques són comunes per tot arreu on es juga al truc.
Poden jugar dos jugadors (un contra l'altre) o dues parelles. De moment només ens centrarem en el joc individual. Primer es tria qui reparteix, i aquest donarà tres cartes a cada jugador. Les cartes que sobren les posarà al costat de l'altre jugador, el qual es diu que està a mà (el fet d'estar o no a mà pot arribar a decidir tota una partida).
L'objectiu del joc és guanyar dues de les tres tirades. El primer a tirar serà el que estiga a mà, i després ho farà el seu contrincant. Cada jugador dipositarà les cartes davant d'ell i sense tapar cap carta de l'altre jugador.
Aquell qui haja tirat la carta de més valor continuarà amb la segona tirada dipositant la seua segona carta damunt de la primera, però deixant veure part (aproximadament la meitat) de la primera. A continuació tirarà l'altre jugador que, en cas de no poder superar la tirada del primer, ja haurà perdut perquè el seu rival ja haurà guanyat les dues primeres tirades. En aquest cas no cal que tire cap carta, simplement dirà: "no li puc" (o alguna cosa pareguda).
Si fóra necessari, continuaríem amb la tercera i última tirada fins que algú guanye dues de les tres tirades.
Si es dona el cas que s'empate en la primera tirada, el vencedor serà aquell qui guanye en la segona. Si també s'empata en la segona tirada, guanyarà el que tire la carta de més valor en la tercera tirada. I si s'empaten les tres tirades (seria molta casualitat, però pot passar), guanyarà aquell jugador que estiga a mà.
En canvi, si s'empata en la segona o tercera tirada, guanyarà el que haja tirat la carta de més valor en la primera tirada.
Per això es diu que "la primera val per dos".
El jugador que guanye una partida s'endurà un punt que, a partir d'ara, anomenarem una pedra, perquè se solen utilitzar pedretes menudes per a "fer visible" la puntuació. L'acte de puntuar s'anomena ratllar o pintar.
Com que no és útil utilitzar "pedretes menudes", el que se sol fer per a ratllar (anotar la puntuació) és fer servir les cartes de la baralla espanyola que no ens serveixen per a jugar al truc (reis, sotes, nous, etc.).
En la partida següent, repartirà l'altre jugador, i així successivament fins que algú guanye tot el joc de truc, segons els criteris establerts en la secció "La puntuació".

### Trucar, retrucar, quatre val i joc fora
Si anàrem ratllant d'una en una, el joc seria molt lent.
Per a guanyar més pedres en una partida podem TRUCAR, per a la qual cosa només cal dir "truque".
Esquema clarificant:
Entre parèntesis estan les pedres en joc en cada moment
```
/No(1)->fi
TRUQUE< /No(1)->fi
\Si(3)->RETRUQUE< /No(3)->fi
\Si(3)->VAL NOU < /No(6)->fi
\Si(6)->JOC FORA<
\Si(totes fins a 24)
```

Explicació:
Si un jugador truca, l'altre pot acceptar aquest truc o no. Si accepta, el joc continua normalment, però ara el que guanye s'endurà dues pedres.
Si no accepta el truc, és com si abandonés aquesta partida i, aleshores, el jugador que ha trucat es ratlla una sola pedra i comencem una nova partida.
El jugador que ja haja acceptat el truc, té el dret de RETRUCAR (dir "retruque") immediatament després que li hagen trucat o més tard. Si exerceix el seu dret a fer-ho, serà ara l'altre jugador el que podrà acceptar el retruc o no. Si l'accepta, seguiran jugant normalment, però ara el que guanye s'endurà tres pedres.
Si no accepta, també és com si abandonés i, el jugador que haja retrucat serà el que guanye esta partida i, per tant, s'endurà les dues pedres que ja estaven en joc.
De nou, el jugador que ja haja acceptat el retruc té el dret de dir QUATRE VAL (immediatament després del retruc o més tard, quan li convinga). Si ho diu i l'altre accepta, el que guanye es ratllarà quatre pedres.
I, si l'altre no accepta, el que haja "tirat" el quatre val serà el que s'enduga les tres pedres que estaven en joc en aquell moment.
I finalment tenim el JOC FORA, que té dret a "tirar-lo" (dir-ho) en qualsevol moment aquell qui haja acceptat el quatre val. Si és acceptat pel contrincant, el guanyador de la partida en joc serà també el guanyador de tot el joc de truc (o coto).
Si no és acceptat, el jugador que haja tirat el joc fora s'endurà les quatre pedres que estaven en joc i començarem una nova partida.
Observacions:
Per a trucar, retrucar, etc. cal estar en possessió del torn de tirar, o bé contestar immediatament a qui ha fet l'aposta amb una aposta superior.
Per a trucar, etc. cal tindre bones cartes. Per favor, no truqueu amb tres quatres o amb dos quatres i un cinc, llevat que aneu de farol.
És molt freqüent trucar de farol amb una mala carta en la tercera tirada i quan sabem que al nostre contrincant no li queda una bona carta, perquè és molt probable que no accepte, encara que pot fer-ho, mai se sap.
En algunes zones, després del quatre val, es pot continuar amb el cinc val, sis val, etc. (La quantitat de pedres en joc és òbvia.) Jo preferisc no considerar-ho.
Observeu que no acceptar alguna de les propostes és com retirar-se de la partida i el contrincant s'endurà les pedres que en eixe moment estiguen en joc.

### La puntuació
La PUNTUACIÓ de tot un joc de truc és així:
- Òbviament, cada jugador comença sense cap pedra.
- Des d'1 fins a 9 pedres es diu que estem a males. (Per exemple, podem tindre cinc pedres males o, simplement, cinc males.). En molts llocs es juga a 12 pedres; per tant, la cama es jugaria a 24.
- Des de 10 fins a 18 pedres estem a bones. Una vegada hem passat de les nou males cal llevar-les de la taula per a començar un nou compte. Si, per exemple, tenim vuit males i guanyem tres pedres, ens hem de quedar amb dues pedres bones damunt de la taula:

```
··· ··
··· + ··· = 
··
8 males + 3 = 2 bones
```

- El primer que guanye les 18 pedres es diu que ha guanyat una cama i, aleshores, tornen a zero els dos jugadors i comencen una nova cama.
- Si els dos jugadors abasten les 18 pedres en la mateixa partida, el guanyador serà el que haja guanyat alguna pedra provinent de l'envit (ja veurem el que és).
- El guanyador de tot el joc de truc és el que guanya dues cames, cosa que es coneix com guanyar un coto (cot). En aquest moment, ja hem acabat de jugar.

Observacions:
Per a fer més còmoda la visualització de la puntuació és convenient agrupar les pedres de tres en tres.
Abans de començar a jugar es pot acordar que siguen 12 (i no 9) les pedres que fan falta per a posar-se a bones; o que tot el joc de truc només conste d'una cama (en compte d'un coto).

### L'envit

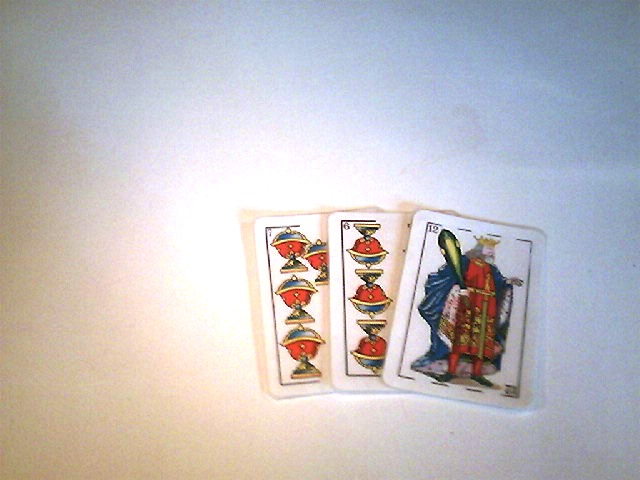
L'envit més alt és el de 33.

L'envit és una altra cosa per a poder ratllar-se més pedres en una partida.
Consisteix a tindre cartes lligades, és a dir, del mateix "palo" (coll). Es quantifica sumant els nombres de les cartes lligades i, a continuació afegir-li vint.
Per exemple, si ens reparteixen les següents cartes:
7Bas 4Bas 3Esp
tindrem un envit de: 7 + 4 + 20 = 31, on les nostres cartes lligades són les de bastos.
Només se poden lligar fins a dues cartes. Si, per exemple, tenim:
6Cop 4Cop 3Cop
el nostre envit serà de 6 + 4 + 20 = 30, on hem buscat la màxima puntuació amb el sis i el quatre, les cartes de nombres més alts.
Encara que no tinguem cartes lligades, sempre tenim envit. Simplement cal triar la carta de nombre més alt per a quantificar el nostre envit, però en este cas no li podrem sumar vint per no tindre cartes lligades. Per exemple, amb:
1Esp 3Or 6Cop
el nostre envit serà de 6.
Esquema clarificant:
Entre parèntesis estan les pedres guanyades per qui corresponga.
```
/ --"No" (1)
| --"Sí" (2)
| / --"No" (2)
| --"TORNE A ENVIDAR" _| --"Sí" (4)
--"ENVIDE" < | _/ "No" (4)
| \ --"LA FALTA" \ "Sí" (...)
|
| _/ --"No" (2)
\ --"LA FALTA" \ --"Sí" (...)
```

```
/ --"No" (1)
--"ENVIDE LA FALTA" <
\ --"Sí" (...)
```

Explicació:
Per ENVIDAR només cal dir: "envide". Però s'ha de dir abans de tirar la primera tirada.
Com en el cas del truc, l'oponent pot acceptar-lo o no. Si no ho fa, el que haja envidat s'endurà una pedra (que no cal que se la ratlle en aquest moment, el més normal és esperar el final de la partida per a ratllar-se juntes totes les pedres que hem guanyat) i continuarem jugant el truc normalment.
Si accepta, també continuarem jugant el truc normalment i, al final de la partida, cada jugador ensenyarà les cartes del seu envit. El que tinga un major envit, s'endurà dues pedres.
Però això no és tot. En comptes d'acceptar simplement, també es pot "augmentar l'aposta" amb el TORNE A ENVIDAR (abreviadament, el "TORNE"). Només cal contestar: "torne a envidar" immediatament després que l'altre haja envidat. Si no accepta, el que haja tornat a envidar s'endurà les dues pedres que ja estaven en joc.
Si accepta, el guanyador de l'envit (que se vorà al final de la partida) s'endurà quatre pedres.
I, finalment, hi ha la màxima expressió del truc: LA FALTA. Se pot "tirar la falta" després de l'envit o després del torne. (Açò facilita que ambdós jugadors tinguen la possibilitat de fer-ho.) Si no és acceptada, el jugador que l'haja tirada s'endurà les pedres que estiguen en joc per a l'envit en aquest moment: dues pedres si s'ha tirat la falta després de l'envit o quatre pedres si s'ha tirat després del torne.
Però, si s'accepta per l'altre jugador, ens fixarem en la puntuació del que haja perdut l'envit per a establir el premi per al guanyador de la falta:
-- Si el perdedor està a males (té entre 1 i 9 pedres), el guanyador guanya tota la cama.
-- Si el perdedor està a bones (té entre 10 i 17 pedres), el guanyador guanya tantes pedres com li'n falten al perdedor per a completar les 18 de la cama. Per exemple, si el perdedor té 4 bones, el guanyador s'enduu: 18 - (9 + 4) = 5 pedres.
Hi ha una altra possibilitat que podríem considerar com una mescla. Consisteix a dir ENVIDE LA FALTA en comptes del simple "Envide". En aquest cas, si no és acceptat, el que ho haja dit s'endurà només una pedra, com si hagués dit simplement "Envide".
Però si s'accepta per l'altre jugador, serà com si haguera acceptat una falta. És a dir, el premi per al guanyador serà el comentat al paràgraf anterior.
Excepció important a les puntuacions:
Mai podrem ratllar més pedres (provinents de l'envit) de les que li'n falten al contrari per a completar la cama.
Per exemple, si el nostre adversari té 6 bones (és a dir, està a tres pedres d'acabar) i ens juguem un "torne", si guanyem només ens endurem les tres pedres que li falten al contrari per a acabar en compte de les quatre pedres habituals.
O, si a l'adversari només li falta una pedra per acabar la cama (té 8 bones) i ens juguem un envit normal i corrent (sense tornar ni faltar), si guanyem ens endurem una sola pedra.
Observacions:
El jugador que envide cal que encara no haja tirat cap carta. Però l'altre podrà contestar-li sempre, clar, encara que ja haja tirat la seua primera carta.
En cas d'empat guanyarà l'envit el jugador que estiga a mà.
El màxim envit és el de 33 (= 7 + 6 + 20).
Envidar amb menys de 29 és arriscat, llevat que anem de farol (fallenca).
S'ha d'anar amb compte a tirar la falta quan al nostre contrincant n'hi faltin poquetes per a completar la cama perquè podem eixir perdent.
Si al nostre contrincant només li'n queda una per a guanyar la cama i ens envida, estem obligats a acceptar (com a mínim), perquè, si no, ja haurà guanyat la pedra que li faltava.
Adoneu-vos que açò de l'envit és una cosa que podríem considerar completament a banda del truc, és a dir, una cosa és guanyar el truc (entenent per això el fet de guanyar dues de les tres tirades i pintar-se les pedres en joc corresponents) i un altre és l'envit, el guanyador del qual (en cas de jugar-lo) es determinarà al final de la partida en qüestió.
Hi ha una norma que diu: "L'envit és abans que el truc". Vegem el que vol dir amb uns exemples:
- a) Imagineu que la mà (diguem-li Pere) truca abans que res. En teoria, l'altre (diguem-li Maria) hauria de respondre-li (voler, no voler, o retrucar) en aquest precís moment, però, imagineu també que Maria vol envidar (perquè té 32 d'envit, per exemple, o simplement vol envidar de farol). Aleshores Maria ha de dir primer "Envide" abans de contestar al truc de Pere, i després ja podrà voler aquest truc (o no voler-lo, o retrucar). Ha de fer-ho així, ja que en cas que primer conteste al truc, ja no podria envidar, en aplicació de la norma.

- b) Imagineu que Pere té unes cartes molt bones (de fet, s'accepta que les millors són: 1Esp 7Esp 6Esp, encara que amb eixes cartes també es pot perdre envit i truc). Si, abans que res, vol trucar i envidar, en quin ordre ho haurà de fer? Aplicant la norma, ha de dir "Envide i truque" en aquest ordre, perquè si diu "truque i envide" (o truca i després que l'altre li contesta envida) haurà anteposat el truc a l'envit, cosa que prohibeix la norma.

### Jugar per parelles
Tot el que s'ha explicat fins ara era només per al joc individual, és a dir, una sola persona contra una altra.
Però podem optar per jugar per parelles, cosa que fa el joc molt més divertit.
Els quatre jugadors seuran de manera que els membres de cada parella estiguen cara a cara.
Per a repartir: una vegada triat qui ho fa en primer lloc, a la següent partida repartirà el que estiga a la seua dreta.
Estarà a mà el jugador de la dreta del que haja repartit, cosa que es farà visible deixant les cartes que hagen sobrat al repartir al seu costat.
Pel que fa al truc, la generalització de les normes és ben senzilla. Ara, l'objectiu bàsic ja no és que un jugador guanye dues de les tres tirades, sinó que una parella guanye dues de les tres tirades. No importa si les guanya un sol component de la parella o si guanyen una tirada cadascun, l'important és que, entre els dos components de la parella guanyen dues de les tres tirades.
Pel que fa a l'envit, també dona igual qui dels dos haja envidat (o tornat o tirat la falta). Només es tindrà en consideració l'envit d'aquell que tinga més puntuació.
Però, en cas d'empat entre un component d'una parella i un de l'altra, guanyarà el que estiga més prop d'estar a mà. És a dir, té preferència qui estiga a mà, després el de la seua dreta i així successivament.
A la puntuació global (les pedres) també contribuiran els dos components de la parella indistintament, és a dir, cada parella tindrà un sol "marcador".
A l'hora de respondre a alguna proposta de truc o envit, els components de la parella s'hauran de posar d'acord abans de contestar.

### Senyes
És molt útil de saber les cartes que té el nostre company per a actuar en conseqüència. Per això ens podem fer senyes.
La varietat de senyes pot ser molt gran. Ací només s'indiquen les senyes "clàssiques":
- 1Esp: alçar les celles.
- 1Bas: fer l'ullet.
- 7Esp: traure la llengua a una vora (dissimuladament!).
- 7Or: traure la llengua a l'altra vora.
- Algun tres: mossegar-se el llavi inferior.
- 33 d'envit: unflar les galtes.

Òbviament, poden inventar-se senyes personalitzades.